# Eccesso di potere
L'eccesso di potere è un vizio della causa (la finalità) dell'atto amministrativo, che deve essere quella predeterminata dalla legge, che ne determina l'annullabilità. Il vizio di eccesso di potere si realizza nell'ambito di ciò che viene definito come la discrezionalità amministrativa della pubblica amministrazione.

## Storia
La legge numero 2248 del 1865 attribuiva al giudice ordinario il potere di conoscere dei vizi dell'atto amministrativo.
Questa legge, però considerava come vizi solo l’incompetenza e la violazione di legge, non anche l'eccesso di potere.
È stato con la legge 3761 del 1877 che per la prima volta viene considerato come vizio dell'atto amministrativo anche l'eccesso di potere. In effetti la legge non dava una definizione dell'eccesso di potere, stabilendo solo la competenza per i relativi giudizi alle sezioni unite della Corte di cassazione, che aveva il potere di annullare gli atti che ne erano affetti.
La definizione dell'eccesso di potere fu quindi lasciata alla dottrina e alla giurisprudenza.
Il concetto di eccesso di potere fu quindi diversamente configurato, finché con la legge istitutiva della quarta sezione del Consiglio di Stato, fu accolta la tesi dell'eccesso di potere come vizio dell'atto amministrativo. E fu proprio il Consiglio di Stato, che con la sentenza numero 3 del 1892, a recepire la figura dottrinale delle figure sintomatiche dell'eccesso di potere.

## Nozione
L'eccesso di potere costituisce uno dei tre vizi di legittimità dell'atto amministrativo. Esso rappresenta il risvolto patologico della discrezionalità e sussiste quindi quando la facoltà di scelta spettante all'amministrazione non è correttamente esercitata alla luce del parametro di logicità-congruità. Pertanto è predicabile solamente in relazione ad atti discrezionali e non in relazione agli atti vincolati, i quali hanno un contenuto predeterminato.
Nel momento in cui l'amministrazione pone in essere un atto amministrativo, infatti, deve rispettare le norme di azione che disciplinano le modalità di esercizio del potere (potere attribuito invece dalle norme di relazione). Nello spazio residuo non disciplinato dalle norme di azione si ha dunque discrezionalità amministrativa. In tale ambito, la scelta dell'amministrazione deve comunque rispettare il canone di logicità-congruità; tutte le soluzioni rispondenti a tali canoni costituiscono il merito amministrativo, normalmente insindacabile dal giudice.
Quando si afferma che l'autorità deve valutare la situazione concreta su cui la norma viene ad incidire, occorre che questa:
1. individui con precisione ed esattezza la situazione concreta (o situazione di fatto) su cui l'atto è destinato ad incidere;
2. che la situazione concreta sia correttamente rappresentata;
3. che il processo valutativo segua un corretto iter logico, tale che il contenuto dell'atto sia coerente con le norme e la situazione concreta.

Il difetto di uno di questi elementi comporta che l'atto sia viziato dall'eccesso di potere, che quindi può derivare da un'inesatta individuazione o una falsa rappresentazione della realtà, od anche da un'illogica valutazione del rapporto intercorrente tra questa e l'atto amministrativo.
L'inesatta individuazione e una falsa rappresentazione si possono dimostrare con l'esistenza di una realtà concreta diversa da quella individuata e rappresentata dall'autorità.
L'illogica valutazione deve essere provata entrando nel merito dell'azione dell'autorità, giudicando il giudizio del soggetto che ha emanato l'atto.
I sintomi di eccesso di potere si possono distinguere in diverse categorie. Alcuni di essi sono intrinseci all'atto: consistono cioè in modi di essere della sua redazione, e sono rilevabili da una semplice lettura di esso.
Altri sono estrinseci rispetto all'atto, ma intrinseci al procedimento di cui questo è il risultato; e quindi sono rilevabili attraverso la lettura e il raffronto dei documenti procedimentali. Altri, infine, sono estrinseci sia all'atto che al procedimento e sono rilevabili solo da un raffronto dell'atto con comportamenti dell'organo indipendenti da questo.

## Effetti
L'eccesso di potere è una delle tre cause di annullabilità dell'atto amministrativo.

## Caratteri
Perché si verifichi nel concreto un eccesso di potere occorre che:
- l'atto sia discrezionale, in quanto gli atti vincolati hanno un contenuto predeterminato e pertanto rispetto a questi non si può configurare l'eccesso di potere;
- l'atto realizzi uno sviamento del potere, tale per cui il fine realizzato dall'atto nel caso concreto è diverso da quello previsto dalla legge;
- l'eccesso di potere sia provato.

## Figure sintomatiche
Nel diritto amministrativo sono state elaborate, sin dal XIX secolo, alcune figure sintomatiche dell'eccesso di potere; semplificando si può dire che queste figure rappresentano degli indizi in presenza dei quali l'atto amministrativo potrebbe risultare invalido.
Le figure sintomatiche dell'eccesso di potere sono:
- sviamento di potere;
- falsità del presupposto;
- violazione del procedimento;
- travisamento ed erronea valutazione dei fatti;
- erronea valutazione dei fatti;
- difetto di istruttoria;
- illogicità della motivazione;
- irragionevolezza della motivazione;
- inosservanza di circolari;
- disparità di trattamento;
- ingiustizia manifesta;
- violazione del principio di proporzionalità;
- contraddizione tra motivi e dispositivo;
- contraddizione tra provvedimenti;
- carenza di motivazione.

## Differenze con il vizio di merito
L'eccesso di potere si concretizza quando tramite l'atto amministrativo viene perseguita una finalità diversa dalla finalità tipica prevista dall'ordinamento giuridico; il vizio di merito invece attiene alla violazione delle regole di opportunità, convenienza e buona amministrazione.
Con l'eccesso di potere si realizza una violazione di norme giuridiche, mentre con i vizi di merito si realizza una violazione di norme non giuridiche.

## Differenze con incompetenza
Mentre l'eccesso di potere attiene alla causa dell'atto, l'incompetenza, relativa od assoluta, attiene all'autorità da cui promana l'atto.
| Controllo di autorità | Thesaurus BNCF 50222 · LCCN (EN) sh85000274 · BNF (FR) cb12098888p (data) · J9U (EN, HE) 987007292826405171 |